# Louis Breguet
Louis Charles Breguet (ur. 2 stycznia 1880 w Paryżu, zm. 4 maja 1955 w Saint-Germain-en-Laye) – francuski konstruktor lotniczy, jeden z pionierów lotnictwa, medalista olimpijski w żeglarstwie.

## Życiorys
Urodził się w Paryżu. Wraz z bratem Jakiem i pod kierownictwem Charlesa Richeta w 1905 rozpoczął pracę nad śmigłowcem Gyroplane 1, w którym silnik spalinowy napędzał cztery wirniki nośne. Pierwszy wzlot tej konstrukcji odbył się 24 sierpnia 1907 (na wysokość jedynie ok. pół metra ze względów bezpieczeństwa, z uwagi na brak układów sterowania). Kolejna, bardziej zaawansowana konstrukcja śmigłowca Breguet-Richet 2 została oblatana w marcu 1908, a następnie trzecia Breguet-Richet 2bis w 1909 roku. Po zniszczeniu trzeciego śmigłowca przez wichurę, Breguet poświęcił się bardziej perspektywicznemu przy ówczesnym stanie technologii konstruowaniu samolotów.
Jego pierwszy samolot, dwupłatowy jednosilnikowy Breguet I, oblatany został 28 czerwca 1909. Pilotowany przez konstruktora wziął udział w mityngu lotniczym w Reims, gdzie został jednak rozbity. Kolejne konstrukcje Bregueta, począwszy od Bregueta II z 1910, prezentowały szereg nowoczesnych rozwiązań, jak szerokie użycie duraluminium. Na jednym z pierwszych samolotów Breguet ustanowił rekord świata prędkości w locie na odległości 10 i 100 km. W 1911 r. Louis Breguet z bratem założył wytwórnię lotniczą Société Anonyme des Ateliers d'Aviation Louis Breguet. Od 1911 samoloty Breguet U3 były używane przez francuskie lotnictwo wojskowe, inne samoloty zostały także eksportowane do kilku krajów. W 1912 Breguet zbudował swój pierwszy wodnosamolot.
Na początku I wojny światowej Breguet służył w armii francuskiej jako pilot, wykonując loty rozpoznawcze, które przyczyniły się do odkrycia ruchów niemieckich armii i przeciwstawienia się im w I bitwie nad Marną, za co został odznaczony orderem Croix de Guerre. Następnie powrócił do konstruowania samolotów i w 1915 zaprojektował lekki bombowiec, produkowany następnie seryjnie w zakładach Michelina jako Breguet BUM (typ V). W 1917 r. skonstruował nowoczesny lekki bombowiec Breguet 14 – jeden z najlepszych samolotów tej klasy okresu I wojny, oraz jeden z najsłynniejszych samolotów francuskich, zbudowany w liczbie ok. 8000 sztuk.
W 1919 Breguet założył Compagnie des Messageries Aeriennes, które z czasem przekształciło się w linie lotnicze Air France.
Na Letnich Igrzyskach Olimpijskich 1924 zdobył brąz w żeglarskiej klasie 8 metrów. Załogę jachtu Namousse tworzyli również Pierre Gauthier, André Guerrier, Georges Mollard i Robert Girardet.
W okresie międzywojennym, zaprojektował wiele samolotów używanych przez armię francuską aż do początku II wojny światowej, z których najbardziej znanym był lekki bombowiec Breguet 19. Mimo to, w latach 30. samoloty Breguet stanowiły już niewielką część samolotów dostarczanych armii francuskiej.
Wiele jego konstrukcji lotniczych ustanowiło różnego typu rekordy, "Breguety" były m.in. pierwszymi samolotami, które w roku 1927 przeleciały non-stop południowy Atlantyk. Inny rekord to 7250 km w poprzek Atlantyku w 1930 na samolocie Breguet 19 – był to najdłuższy transatlantycki przelot w tym czasie.
W 1935 Breguet powrócił do pracy nad śmigłowcami, jego następna konstrukcja Gyroplane Laboratoire ustanowiła rekordy świata prędkości (108 km/h) i pułapu (158 m) w swojej kategorii.
Zmarł 4 maja 1955 w Paryżu.